# 远距离无线电导航系统

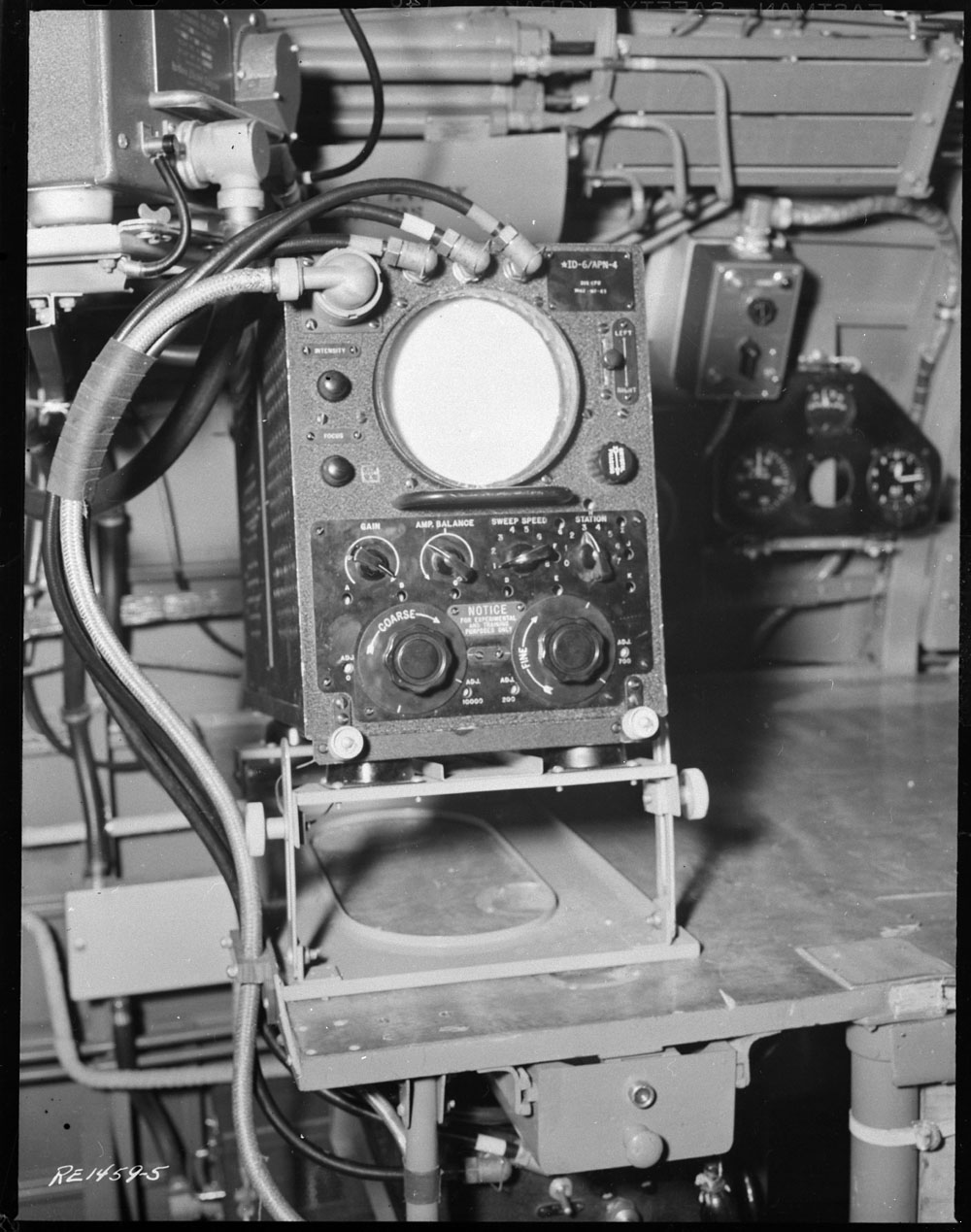
一台安装在加拿大皇家空军PBY卡特琳娜水上飞机上的AN/APN-4接收机，用于接收LORAN-A信号。

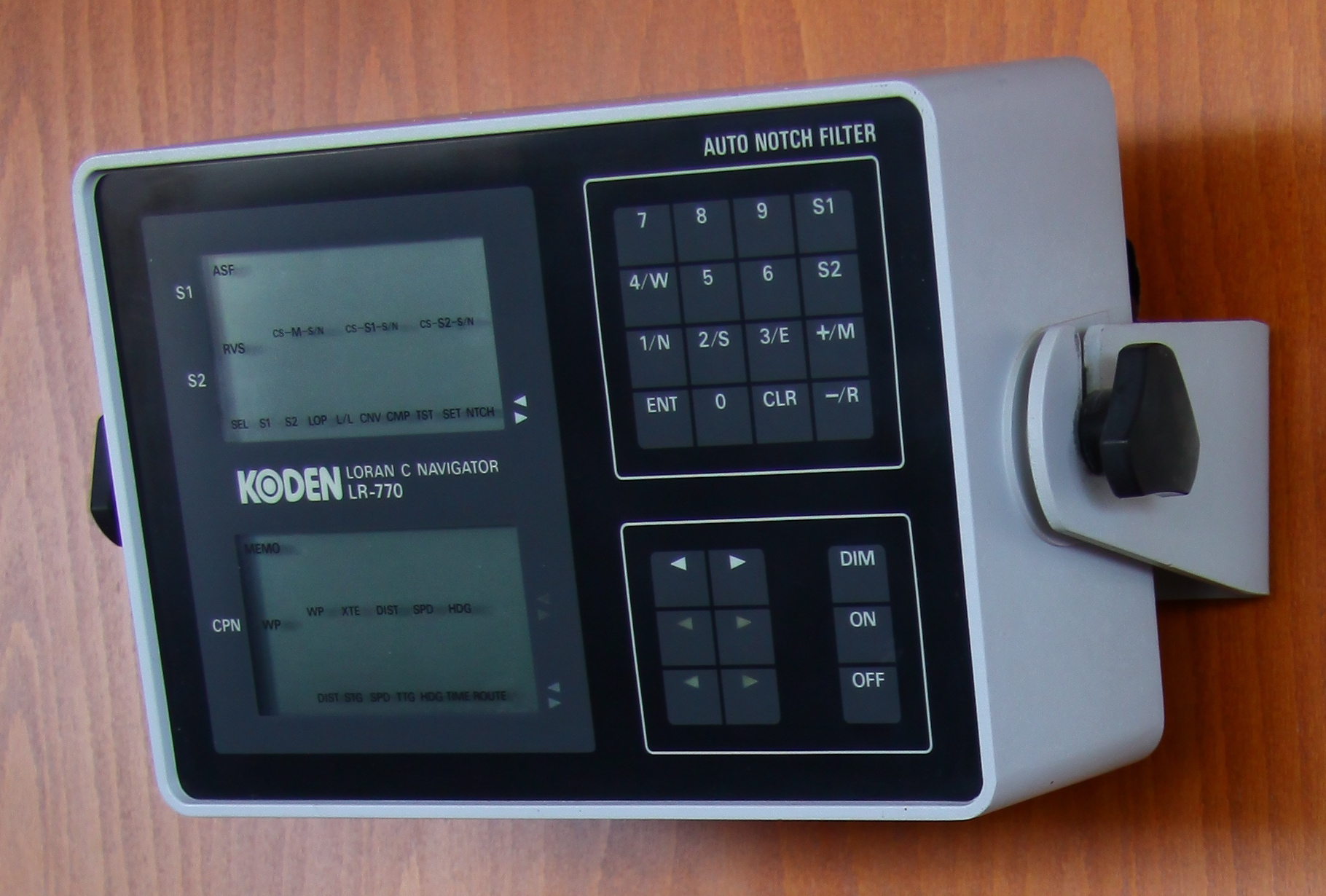
一台用于商船的LORAN-C接收机。

远距离无线电导航系统，英文缩写LORAN，为“Long Range Navigation”（远程导航）的缩写，中文音译为“罗遠”、“罗蘭”或“劳兰”，是在二战期间由美国开发的一种无线电导航及授时系统。

## LORAN
目前已衍生了多个版本。LORAN系统是在二战期间由美国开发的双曲线无线电导航系统。它类似于英国的Gee系统，但使用更低的频段（1750kHz-1950kHz），可在1500英里（约2400公里）的距离内进行导航定位，准确度为数十英里。其最早运用于穿过大西洋的舰队和远程巡逻机，之后广泛用于太平洋战区的舰船和飞机。早期LORAN系统成本昂贵，需要用到阴极射线管（CRT）显示器进行显示，这限制了军事和大规模商业使用，这一系统也无法大范围推广。
到了20世纪50年代，随着电子技术突飞猛进，更高精度的系统随之诞生。这一时期，美国海军开发了LORAN-B系统，导航精度缩小到几英尺内。但由于遇到周期识别困难问题，Loran-B被弃用。之后美国空军主导开发了Cyclan导航系统，这一系统后来被正式命名为“LORAN-C”并改由海军接手。LORAN-C导航系统使用长波波段，定位距离更远，精度可达数百英尺以内。1958年，美国海岸警卫队接管了LORAN-B和LORAN-C系统。
尽管Loran-C表现更好，但原始版本的LORAN（后来被称为“LORAN-A”或“标准LORAN”）在之后的一段时间内却反而更受欢迎，其主要原因是当时美国海军大量换装，将旧有的LORAN-A设备替换为LORAN-C设备，导致LORAN-A设备市场价格下降。这一局面直到20世纪70至80年代才得到改变。这一时期，随着微电子技术发展，LORAN-C设备成本降低，LORAN-A逐渐被淘汰。
1968年，LORAN-D系统试验成功。该系统在罗兰-C原理基础上研制，但功率较小，主要用于军事用途。
目前世界上使用最广泛的是LORAN-C系统。其工作频率是100kHz，作用距离可达2000公里，定位精度优于300米。LORAN-C不能确定高度，只能提供二维导航。应用领域包括：飞机航线导航、终端导航和非精密进场的航空应用、陆上载体定位和车辆自动调度管理方面的陆地应用、海上和空中交通管制应用、高精度区域差分应用、精密授时和与其它导航系统组合应用等。

## eLORAN
时至今日，LORAN-C以及之后的“增强罗兰”（Enhanced Loran，简称eLORAN）被用于GPS系统的备份和增强系统，世界各地也开始逐渐以eLORAN取代LORAN-C系统。